# تصفيق (أغنية)
«تصفيق» (بالإنجليزية: "Applause")‏ هي أغنية البوب الأميركية لليدي غاغا المغنية. تم إصدارها كأغنية الألبوم الرئيسية من ألبوم الإستوديو الثالث لها آرتبوب, في، 12 أغسطس 2013.
وقد لاقت الأغنية نجاحاً كبيراً، والدليل انه خلال يومين فقط من إطلاقها استمع إليها عبر موقع «إليوتيوب» ما يزيد عن 3 ملايين شخص.